# عمران رحمن
عمران رحمن (بالإنجليزية: Imran Rahman)‏ هو مغني باكستاني وبنغلاديشي، ولد في 1957 في دكا في بنغلاديش.

## وصلات خارجية
- عمران رحمن على موقع ميوزك برينز (الإنجليزية)

لم يتم العثور على روابط لمواقع التواصل الاجتماعي.